# Friedensbrücke
Friedensbrücke – jedna ze stacji metra w Wiedniu na Linia U4. Została otwarta 8 maja 1976. 
Znajduje się w 9. dzielnicy Wiednia Alsergrund, a nazwa stacji pochodzi od Friedensbrücke.